# Trần Tử Oai
Trần Tử Oai (1921 - 2001) nguyên là một cựu tướng lĩnh Bộ binh của Quân lực Việt Nam Cộng hòa, cấp bậc Thiếu tướng. Ông là một trong số ít sĩ quan được phong cấp tướng thời kỳ Đệ nhất Cộng hòa.

## Thân thế và bước đầu binh nghiệp
Ông sinh vào tháng 11 năm 1921 tại Sài Gòn, Nam Kỳ thuộc Pháp, trong một gia đình khá giả. Thời niên thiếu, ông học Tiểu và Trung học theo giáo trình Pháp tại Sài Gòn. Năm 1939, ông tốt nghiệp Trung học Đệ nhất cấp với văn bằng Thành chung.
Đầu năm 1940, ông nhập ngũ vào quân đội của chính quyền thuộc địa Pháp tại Đông Dương, mang số quân: 41/101.232. Do có bằng Thành chung, ông được cử theo học tại trường Võ bị Tông, Sơn Tây; đầu năm 1941 mãn khóa tốt nghiệp với cấp bậc Chuẩn úy.
Sau khi ra trường, ông được về phục vụ trong Lực lượng Vệ binh bản xứ với chức vụ Trung đội trưởng. Năm 1945, khi quân Nhật đảo chính Pháp tại Đông Dương, Lực lượng Vệ binh bản xứ được người Nhật tổ chức lại thành Lực lượng Bảo an binh. Không lâu sau, Khi Cách mạng tháng 8 nổ ra, Lực lượng Bảo an binh được tổ chức lại thành Cộng hòa Vệ binh, còn gọi là Đệ nhất Sư đoàn. Ông cùng với Kiều Công Cung, Trương Văn Giàu, Nguyễn Văn Quan trở thành những chỉ huy của Cộng hòa Vệ binh.

## Từ Liên hiệp Pháp đến Quốc gia Việt Nam
Cuối năm 1945, quân Pháp nổ súng tái chiếm Nam Bộ. Trước sức mạnh của quân Pháp, các lực lượng vũ trang Nam Bộ nhanh chóng bị tan rã thành nhiều nhóm vũ trang độc lập. Trần Tử Oai bỏ ngũ về nhà. Năm 1946, ông trở lại phục vụ trong Quân đội Pháp, được thăng cấp Thiếu úy và được cử làm Đại đội trưởng. Khi Chính phủ lâm thời Quốc gia Việt Nam được thành lập năm vào đầu tháng 5 năm 1948, ông được thăng cấp Trung úy, chuyển sang làm Phụ tá Văn phòng trưởng cho Thủ tướng Nguyễn Văn Xuân.
Ngày 8 tháng 12 năm 1950, Quân đội Quốc gia Việt Nam được thành lập trên cơ sở các đơn vị và sĩ quan người Việt bản xứ trong quân đội Pháp. Ông được thăng cấp Đại úy tại nhiệm và chuyển sang phục vụ cho Quân đội Quốc gia Việt Nam. Tháng 7 năm 1953, ông được thăng cấp Thiếu tá, giữ chức vụ Tham mưu phó Bộ Tổng tham mưu Quân đội Quốc gia Việt Nam kiêm Trưởng phòng Tác động Tinh thần. Trên cương vị này, ông từng tiếp đón phái đoàn của tướng Lê Quang Vinh (Ba Cụt) tại trụ sở của Đệ nhất Đại đội Võ trang Tuyên truyền khi tướng Ba Cụt vào Sài Gòn.
Tháng 1 năm 1954, ông được thăng cấp Trung tá, chuyển đi làm Chỉ huy trưởng đầu tiên Trung tâm Huấn luyện số 1 tại Quán Tre. Khoảng giữa năm 1954, Thiếu tá Đỗ Mậu đến vận động ông ủng hộ Thủ tướng Ngô Đình Diệm nhưng vấp phải sự phản đối quyết liệt của ông.

## Dưới chế độ Việt Nam Cộng hòa
Mặc dù vậy, nhưng khi chính thể Việt Nam Cộng hòa được thành lập vào năm 1955, ông tiếp tục phục vụ cho Quân đội Việt Nam Cộng hòa ở chức vụ cũ. Tuy nhiên, ông không được Tổng thống Ngô Đình Diệm tín nhiệm do trong quá khứ ông đã ủng hộ tướng Nguyễn Văn Hinh. Đầu tháng 1 năm 1957, sau khi được lệnh bàn giao Trung tâm Huấn luyện Quán Tre lại cho Trung tá Lâm Văn Phát, ông được thăng cấp Đại tá và được bổ nhiệm làm Tổng giám đốc Bảo an và Dân vệ (một chức vụ không có thực quyền) thay thế ông Tôn Thất Trạch. Tháng 10 năm 1959, ông được chuyển về phục vụ ở Bộ Quốc phòng. Tháng 8 năm 1962, ông được thăng cấp Thiếu tướng và được bổ nhiệm chức vụ Tổng Giám đốc Chương trình diệt trừ sốt rét.
Giữa năm 1963, biến cố Phật giáo nổ ra, làm căng thẳng thêm tình hình chính trị của Việt Nam Cộng hòa do những cáo buộc độc tài gia đình trị đối với Tổng thống Diệm. Trong giới quân sự, ông tham gia nhóm các tướng lĩnh gây áp lực đòi Tổng thống Diệm cải tổ Chính phủ. Trong những yêu cầu cải tổ đó, ông được dự kiến cho chức vụ Tổng trưởng Công dân vụ. Tuy nhiên, những đề nghị đều bị Tổng thống Diệm bác bỏ. Tuy nhiên, ông được Tổng thống Diệm chỉ định làm một thành viên tham gia điều trần của Chính phủ Việt Nam Cộng hòa trước phái đoàn Liên Hợp Quốc sang Nam Việt Nam để điều tra tình hình Tôn giáo. Dù những lời điều trần của ông được cho là mang tính chất bênh vực cho Chính phủ, nhưng ông vẫn tham gia vào âm mưu đảo chính lật đổ Tổng thống Diệm không lâu sau đó. Trớ trêu thay, một người đồng mưu đảo chính lại chính là Đại tá Đỗ Mậu, người vận động ông bất thành năm 1954.
Cuộc đảo chính thành công và 2 anh em Tổng thống Diệm chết trong một hoàn cảnh bí ẩn. Ngày 4 tháng 11 năm 1963, Chính phủ Nguyễn Ngọc Thơ được thành lập, ông tham chính với chức vụ Tổng trưởng Thông tin trong Nội các kiêm phát ngôn viên của Hội đồng Quân nhân Cách mạng. Trên cương vị này, ngày 6 tháng 11 ông có một tuyên bố gây tranh cãi trong một cuộc họp báo về cái chết của 2 anh em ông Diệm và Nhu là do một “tai nạn tự tử” sau khi Cố vấn Ngô Đình Nhu cố gắng cướp khẩu súng từ một sĩ quan tham gia bắt giữ.
Ngày 5 tháng 1 năm 1964, ông bàn giao chức vụ Tổng trưởng Thông tin lại cho Thiếu tướng Đỗ Mậu, chuyển ra Cao nguyên Trung phần giữ chức vụ Chỉ huy trưởng trường Võ bị Quốc gia Đà Lạt. Ngày 30 tháng 1 năm 1964, tướng Nguyễn Khánh thực hiện cuộc "Chỉnh lý" để cướp quyền lãnh đạo, ông được lệnh bàn giao chức vụ Chỉ huy trưởng trường Võ bị Quốc gia lại cho Đại tá Trần Văn Trung. Tháng 5 cùng năm, ông tham dự Hội đồng chất vấn các tướng Trần Văn Đôn, Tôn Thất Đính, Lê Văn Kim và Mai Hữu Xuân về tội "trung lập". Tháng 8 cùng năm ông được cử đi du học lớp Tham mưu cao cấp (khóa 1964 - 1965) thụ huấn 42 tuần tại Học viện Chỉ huy và Tham mưu Fort Leavenworth, Kansas, Hoa Kỳ.
Năm 1965, sau cuộc đảo chính bất thành của tướng Lâm Văn Phát, các tướng trẻ quyết định tự mình nắm quyền. Tướng Khánh được sắp xếp đẩy đi làm "Đại sứ lưu động". Ông cùng nhiều tướng lãnh bị xếp vào nhóm tướng già và bị buộc phải giải ngũ với lý do đã phục vụ quân đội trên 20 năm, dù khi đó ông chỉ mới 44 tuổi.

## Giã từ binh nghiệp và vĩ thanh
Khi trở về đời sống dân sự, trong những năm sau đó, ông tham gia hoạt động trong Hiệp hội Chiến sĩ do cựu tướng Trần Văn Đôn làm Chủ tịch, vận động cho một số cựu tướng lĩnh đã giải ngũ tham gia chính trường. Những ngày cuối tháng 4 năm 1975, ông cùng gia đình di tản khỏi Việt Nam. Sau đó được sang định cư ở Pháp. Năm 2001, ông từ trần tại nơi định cư. Hưởng thọ 80 tuổi.